# Hermonassa baileyi
Hermonassa baileyi är en fjärilsart som beskrevs av Charles Boursin. Hermonassa baileyi ingår i släktet Hermonassa och familjen nattflyn. Inga underarter finns listade i Catalogue of Life.